# Oedocephalum lineatum
Oedocephalum lineatum är en svampart som beskrevs av B.K. Bakshi 1950. Oedocephalum lineatum ingår i släktet Oedocephalum, ordningen skålsvampar, klassen Pezizomycetes, divisionen sporsäcksvampar och riket svampar.   Inga underarter finns listade i Catalogue of Life.